# Gabriella Willems
Gabriella Willems (n. 1 iulie 1997, Liège, Valonia, Belgia) este o sportivă ce a reprezentat Belgia, medaliată olimpică. A participat la o ediție a Jocurilor Olimpice (2024) în care a câștigat o medalie de bronz.

## Participări
Lista de mai jos prezintă principalele competiții la care a participat Gabriella Willems de-a lungul carierei.
- Judo la Jocurile Olimpice de vară din 2024 – 70 kg feminin